# Nicolás Gorosito
Nicolás Ezequiel Gorosito (Rafaela, 17 agosto 1988) è un calciatore argentino, difensore della Dyn. Č. Budějovice.

## Caratteristiche tecniche
Difensore centrale, può giocare anche come terzino destro.

## Palmarès

### Club

#### Competizioni nazionali
- Coppa di Slovacchia: 1

Slovan Bratislava: 2012-2013
- Campionato slovacco: 2

Slovan Bratislava: 2012-2013, 2013-2014
- Supercoppa di Slovacchia: 2

Slovan Bratislava: 2013, 2014